# Ctenusa rufescentior
Ctenusa rufescentior är en fjärilsart som beskrevs av Embrik Strand 1914. Ctenusa rufescentior ingår i släktet Ctenusa och familjen nattflyn. Inga underarter finns listade i Catalogue of Life.